# 細鰹
細鰹為輻鰭魚綱鱸形目鯖亞目鯖科的其中一種，分布於南半球熱帶及溫帶的印度洋、大西洋、太平洋等海域，亦可见于加利福尼亚海岸，體長可達105公分，為大洋性魚類，在表層水域成小群活動，屬肉食性，以魚類、頭足類、甲殼類為食，可做為食用魚。

## 外部連結
維基物種上的相關：細鰹
- . ITIS.   [6 June 2006].
- Froese, R. & Pauly, D. (eds.) (2006). Allothunnus fallai. FishBase. Version 2006-04.